# Дане при Сежани
Дане при Сежани (словен. Dane pri Sežani, итал. Danne di Sesana) је насељено место у општини Сежана, Обално-крашка регија, Словенија.

## Историја
До територијалне реорганизације у Словенији биле су у саставу старе општине Сежана.

## Становништво
На попису становништва из 2011. године, Дане при Сежани су имале 413 становника.
| Број становника према пописима | Број становника према пописима | Број становника према пописима |
| ------------------------------ | ------------------------------ | ------------------------------ |
| 1991                           | 2002                           | 2011                           |
| 362                            | 400                            | 413                            |

Напомена: До 1952. исказивано под именом Дане.